# Frank Jeremiah Armstrong
Frank Jeremiah Armstrong (15 de abril de 1877– 2 de noviembre de 1946) fue un médico estadounidense. Fue el primer afroamericano graduado de Cornell College. Fue asistente de Booker T. Washington y más tarde se convirtió en médico. Fue asesinado en su oficina en 1946, posiblemente por un ladrón que iba tras los narcóticos del hospital.

## Carrera y vida personal
Armstrong se graduó en 1900 de la Universidad de Cornell. Fue el primer afroamericano en lograrlo. Su apodo en Cornell era "Buck." Comenzó a jugar béisbol como parte de la Marion Ravens cuándo tenía 13 años, y  jugó durante los años 1890 Armstrong fue parte de la Sociedad Literaria Adelphian de la universidad y fue un secretario de la sociedad por una primavera. En 1900, su último año en la universidad, fue el capitán del equipo de béisbol. Booker T. Washington fue anunciado como orador por Armstrong durante la ceremonia de apertura, lo que llevó a Washington a contratar a Armstrong como su asistente. Recibió un título médico del Colegio de Médicos y Cirujanos en 1912 (cual deviene de la Universidad de Illinois de Medicina en 1913). Armstrong se convirtió en médico en Chicago. Fue parte de la Sociedad Médica de Chicago, la Asociación Médica americana, y la Asociación Médica Nacional.
Su discurso de graduación de la universidad está en el libro de 1905 Acta de la celebración del cincuentenario de la fundación del Colegio, publicado por Cornell College

## Asesinato
Armstrong fue asesinado en su oficina por un disparo en 2 de noviembre de 1946, cuando  tenía  69 años, se sospecha que fue asesinado por un ladrón, pero nada fue robado. Su cuerpo fue descubierto por un paciente quién pidió ayuda. Le sobrevivieron su mujer Jessie. La policía ofreció $1,000 como recompensa. Fue más tarde que se sospechó que el asesino era parte de un grupo que iba detrás  de una caja fuerte de narcóticos en Providence hospital.

## Legado
Una casa residencial estudiantil y centro comunitario en el campus de la Universidad de Cornell fue nombrada en su honor en 2010.